# Тайное голосование (фильм, 2001)
«Тайное голосование» — фильм снятый в 2001 году.

## Сюжет
День выборов в Иране на одном из островов. Утром над постом, где служат два солдата, самолёт сбрасывает груз с ящиком для голосовании и приказом помогать сборщику голосов. Позднее на катере прибывает женщина, ответственная за голосование.
Она с одним из солдатов объезжает на джипе остров в попытках собрать голоса. Каждому избирателю или их группе она объясняет правила и процесс голосования и то, как участие в выборах может изменить жизнь к лучшему, хотя проблемы жителей острова очень далеки от выборов. Общение затрудняется из-за языковых и культурных барьеров.
Они гонятся за бегущим человеком; их нагоняет грузовик, в котором группа женщин не умеющих читать и писать; снимают с лодки девушку, которую собрались отдать замуж; встречаются с её семьёй; пытаются убедить бабушку — предводительницу семьи в том, что её родные должна голосовать; ищут бюллетени под большим камнем; встречаются со стариком-смотрителем гелио-станции. который проголосовал за Аллаха; препираются о необходимости соблюдения закона около испорченного светофора в пустыне, который показывает красный свет; пробуют собрать подписи у участников похорон на кладбище; посещают каменоломню.
Вечером они возвращаются на пост. Солдат голосует за ответственную. Прибывает самолёт и забирает ответственную.

## Награды
- Специальное упоминание на кинофестивале в Лондоне 2001 года
- Специальная награда жюри на кинофестивале в Сан-Паулу 2001 года
- Лучший новый режиссёр на кинофестивале в Вальядолиде
- Несколько наград на кинофестивале в Венеции 2001 года
- Награда жюри на кинофестивале в Ньюпорте 2002 года